# Hereward Carrington
Hereward Hubert Lavington Carrington (Saint Helier, 17 ottobre 1880 – Saint Helier, 26 dicembre 1958) è stato un investigatore, parapsicologo e scrittore britannico.
Tra i suoi soggetti troviamo molti casi rilevanti del suo tempo di apparente capacità psichica; scrisse inoltre circa 100 libri riguardanti la ricerca in ambito psichico e paranormale, prestidigitazione, illusionismo e medicina alternativa.

## Biografia

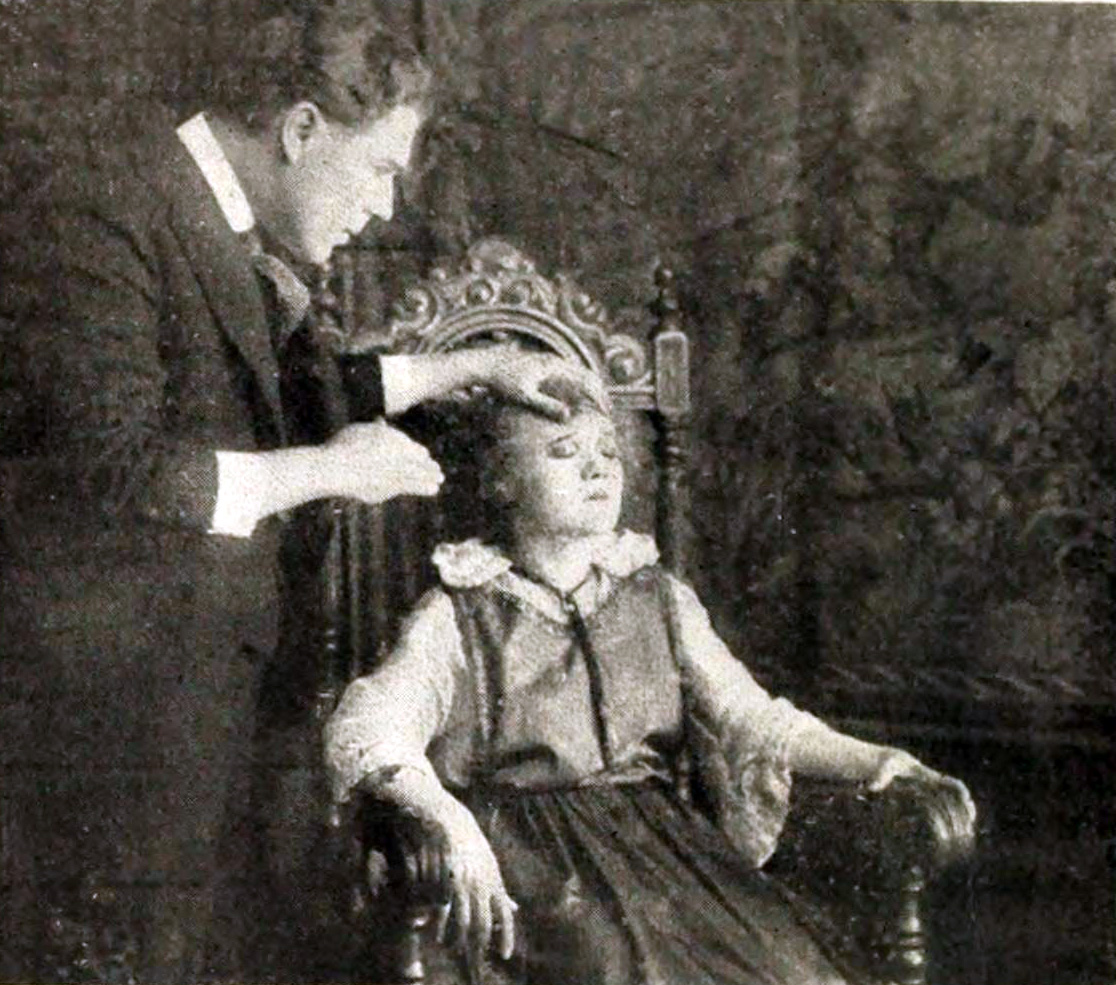
The Mysteries of Myra (1916 circa).

Nel 1899, all'età di nove anni emigra negli Stati Uniti e si sistema a Boston (Massachusetts), dove lavora inizialmente come giornalista. Inizialmente scettico sulle capacità psichiche paranormali, il suo interesse cresce con la lettura di libri sul soggetto e all'età di 19 diventa membro della Society for Psychical Research (S.P.R.).  Poco dopo arrivato negli Stati Uniti si iscrive alla S.P.R. americana e inizia a lavorare come giornalista. Nel 1905 entra a far parte del personale dell'American Society for Psychical Research, adesso costituita come un corpo indipendente, lavorando come assistente del direttore James Hyslop fino al 1908.
Un primo caso importante investigato e descritto da Carrington è stato quello della medium Eusapia Palladino nel 1908.  Su richiesta della S.P.R. inglese, Carrington e due amici arrivano a Napoli per vederla, esperienza questa che rafforza la sua convinzione sulla realtà dei fenomeni paranormali. Descritta nel suo libro Eusapia Palladino and Her Phenomena, pubblicato nel 1909, Carrington la invita negli Stati Uniti contribuendo ad organizzarle un tour, ma resta scosso quando per due volte alle sedute durante la sua visita viene rilevata la frode. Carrington fece inoltre un'inchiesta minuziosa nel 1910 riguardante il caso di Esther Cox (il cosiddetto Great Amherst Mystery).  Gli eventi intorno al caso Cox accaddero più di trent'anni prima, ma Carrington contatta i testimoni sopravvissuti per ottenere informazioni, pubblicando un resoconto dettagliato su questi fenomeni di Amherst.
Tra i soggetti meglio conosciuti di Carrington c'è il Mina "Margery" Crandon osservato da lui nel 1924 per la Scientific American, facente parte di un'inchiesta riguardante lo spiritismo e presenziando ad una commissione insieme a Harry Houdini, Malcolm Bird, William McDougall, Walter Franklin Prince e Daniel Frost Comstock. La commissione aveva diverse opinioni su Crandon e alla fine solo Carrington si mostra incline a credere alla genuinità dei suoi poteri, sebbene la prova successiva di possibile frode ancora lo condusse a esprimere dubbi nei riguardi di lei, mantenendo una "mente perfettamente aperta"  in merito a tali fenomeni fino a che l'evidenza dei fatti, in un modo o nell'altro, non viene a galla.
Carrington ottenne il suo Ph.D. nel 1918 al William Penn College (Iowa). Nel 1921 Carrington fonda l'American Psychical Institute, il quale resta operativo per soli due anni, ma successivamente nel 1933 lo ricostituirà a New York con l'assistenza di sua moglie Marie Carrington. Tra le altre ricerche fece uno studio dettagliato sulla medium Eileen J. Garrett. Il libro di Carrington, The Case for Psychic Survival, pubblicato nel 1957 è dedicato a Garrett, e sembra che abbia trovato in lei la prova convincente dell'"esistenza di entità mentali indipendenti dal controllo medianico".
Carrington tiene registrazioni estese della sua ricerca investigativa e corrispondenza con personaggi importanti del giorno tra cui Israel Regardie, Nandor Fodor e Aleister Crowley. Una grande raccolta dei suoi scritti e corrispondenza è posseduta (oltre che dalla biblioteca di Princeton University), da Heidieh Croce l'erede della proprietà di Marie Carrington.

## Opere
Carrington pubblicò oltre 100 libri e opuscoli, tra i quali:
- The Physical Phenomena of Spiritualism (Boston: H. B. Turner & co., 1907)
- The Coming Science (Boston: Small, Maynard, 1908)
- Vitality, Fasting, and Nutrition (New York, Rebman company, 1908)
- Eusapia Palladino and her Phenomena (New York: B.W. Dodge & Co., 1909)
- Death Deferred
- Death, its Causes and Phenomena (1911)
- Hindu Magic (Kansas City, Mo.: The Sphinx, 1913)
- Personal experiences in spiritualism (including the official account and record of the American Palladino séances) (Londra, T. W. Laurie, ltd, 1913).
- The Problems of Psychical Research (New York, Dodd, Mead, 1914)
- True Ghost Stories (New York: J. S. Ogilvie Pub. Co., 1915)
- Zenobia; (a dream of ancient Egypt). A psychic drama in seven scenes (1916).
- Personal Experiences in Spiritualism (1918)
- Psychical Phenomena and the War (New York: Dodd, Mead, 1918)
- Modern Psychical Phenomena (Londra, Paul, 1919)
- Higher Psychical Development (New York: Dodd, Mead, 1920)
- Your Psychic Powers, and How to Develop Them (1920)
- Death: the Causes and Phenomena, with Special Reference to Immortality (1921)
- Spiritualism (con James Joseph Walsh) (1925)
- The Projection of the Astral Body (con Sylvan Muldoon) (1929)
- The Story of Psychic Science (1930)
- Fasting For Health and Long Life (1953)
- Hints on Fasting Well
- Houdini and Conan Doyle (con Bernard M. L. Ernst) (1932)
- A Primer in Psychical Research (1933)
- The Hygienic Way Of Life (1956)
- The Natural Food Of Man (1963)
- The Fruitarian Diet, Kila, Mont.: Kessinger Pub., 1963, 2005
- Save Your Life By Fasting (1969)
- The History of Natural Hygiene

Nel 1916, il romanzo The Mysteries of Myra di Carrington venne adattato per il cinema muto suddiviso in una serie di 15 episodi.